# Lepidiota elongata
Lepidiota elongata är en skalbaggsart som beskrevs av Heller 1914. Lepidiota elongata ingår i släktet Lepidiota och familjen Melolonthidae. Inga underarter finns listade i Catalogue of Life.